# Шедсу-Нефертум
Шедсу-Нефертум (*2-а пол. X ст. до н. е.) — давньоєгипетський діяч XXII династії, верховний жрець Птаха у Мемфісі за володарювання фараонів Шешонка I та Осоркона I.

## Життєпис
Походив з роду Птахемхата IV. Син Анхефенсехмета I, верховного жерця Птаха, та Тапешенесе, головна очільниця гарему Птаха. 
За правління фараона Шешонка I після смерті батька обійняв його посаду. Для зміцнення свого становища одружився з Тенсепех II, донькою колишнього фараона Псусеннеса II (за іншою версією родички Тенсепех I — матері Шешонка I), та Мехтенуесхет II, донькою лівійського аристократа Німлота (батька Шешонка I).
Помер за правління Осоркона I. Поховано у гробниці в некрополі Саккара. Знайдено стелу, статуї, арковий блок, табличку з поховання Апіса з іменем Шедсу-Нефертума та стислими відомостями про нього.